# Herb Prochowic
Herb Prochowic – jeden z symboli miasta Prochowice i gminy Prochowice w postaci herbu.

## Wygląd i symbolika
Herb ma tarczę herbową dwudzielną w pas, o górnej połowie białej a dolnej błękitnej. Na tarczy widnieje fantastyczne zwierzę – złożenie złotego pół-zająca w polu białym i srebrnej pół-ryby w polu błękitnym.
Motyw ten nawiązuje do cech gospodarczych ówczesnej okolicy: lasów bogatych w drobną zwierzynę oraz obfitujące w ryby wody rzek: Kaczawy, Odry i Boberka.

## Historia
Godło z takim motywem przyjął w 1263 rycerz Piotr z Prochowic. Jako godło miejskie Prochowic to fantastyczne stworzenie występowało w różnych wariantach kolorystyki i kształtu - z ogonem rybim skierowanym w prawo bądź w lewo, w tarczy biało-błękitnej lub czerwonej. 
Wzór ze złotym zającem o rybim ogonie skierowanym w lewo w czerwonym polu tarczy zmienił burmistrz Prochowic Walter Stein, przyjmując biało-błękitne barwy miejskiej flagi używanej od 1800 jako barwy tarczy herbowej.
Według niepewnych źródeł, herb z baśniowym stworzeniem przyjęto po połączeniu zamku i miasta w 1324.